# Concertato
Concertato (it., av lat. concertare, samverka) är en term inom den tidiga barockmusiken för en genre eller musikstil där grupper av musikinstrument eller röster delar melodi. Begreppet härstammar från den italienska 1800-talsoperan.
Hos Bellini, Rossini, Donizetti och Verdi motsvarade concertato oftast aktfinalen.